# 长青国家级自然保护区
陕西长青国家级自然保护区在中国陕西省汉中市洋县华阳镇（属于秦岭山区）附近。
- 位置：西安南300km
- 面积：300km2
- 最高点：3,071m
- 建立时间：1995年

## 动植物
- 朱鹮 []
- 大熊猫 []
- 金丝猴 []
- 羚牛 []
- 31种濒危植物
- 研究表明，这个保护区曾经是世界上最大的熊猫栖息地。[4]

## 保护大熊猫
2014年3月20日，中午12时30分，当地居民报告，华阳镇古镇下端河道发现一只野生大熊猫游荡。陕西省珍稀野生动物抢救饲养研究中心工作人员到达现场，对该大熊猫实施麻醉并做了现场初步检查。经检查发现，这只大熊猫精神萎靡、反应迟钝；身体消瘦、营养不良；患严重皮肤病；有腹水。初步怀疑系营养不良性腹水或肝性腹水或寄生虫性腹水；掌面龟裂，怀疑系矿物质或维生素严重缺乏。抢救中心已于当晚将大熊猫拉回抢救中心做进一步诊治。
2018年3月28日，距1992年2月時隔26年再次發現棕色大熊貓成年個體，共拍攝到3照片與1段時長10秒的視頻。此次是秦嶺地區第九次發現棕色大熊貓，此前棕色大熊貓都在陝西秦嶺山脈核心地區發現。

## 三国史迹
兴势之战是三国时期的西元244年曹魏对敌国蜀汉的一场失败的入侵，为发起者曹魏权臣曹爽於5年後（249年）的高平陵之變中被重臣司马懿打敗，埋下了曹氏大衰的伏笔。在該戰役22年之後，魏元帝（曹奂）禪位晉武帝（司馬炎）使得西晉取代曹魏。

## 荣誉
- 在國際自然保護聯盟（IUCN）2014年世界公园大会上进入首批全球最佳管理保护地绿色名录。[8]